# Aste-Béon
Pour les articles homonymes, voir Béon.
Aste-Béon est une commune française, située dans le département des Pyrénées-Atlantiques en région Nouvelle-Aquitaine.
Elle est composée de la réunion de deux villages distants de deux kilomètres : Aste et Béon.

## Géographie

### Localisation
La commune d'Aste-Béon se trouve dans le département des Pyrénées-Atlantiques, en région Nouvelle-Aquitaine.
Elle se situe à 35 km par la route de Pau, préfecture du département, et à 29 km d'Oloron-Sainte-Marie, sous-préfecture.
Les communes les plus proches sont : 
Gère-Bélesten (1,1 km), Louvie-Soubiron (2,6 km), Béost (3,3 km), Bielle (3,9 km), Laruns (4,1 km), Bilhères (4,9 km), Castet (5,2 km), Eaux-Bonnes (5,8 km).
Sur le plan historique et culturel, Aste-Béon fait partie de la province du Béarn, qui fut également un État et qui présente une unité historique et culturelle à laquelle s’oppose une diversité frappante de paysages au relief tourmenté.

### Communes limitrophes
Les communes limitrophes sont  Bielle, Castet, Gère-Bélesten, Laruns et Louvie-Soubiron.
| Bielle        |                 | Castet |
| Gère-Bélesten | Aste-Béon       |        |
| Laruns        | Louvie-Soubiron |        |

### Hydrographie

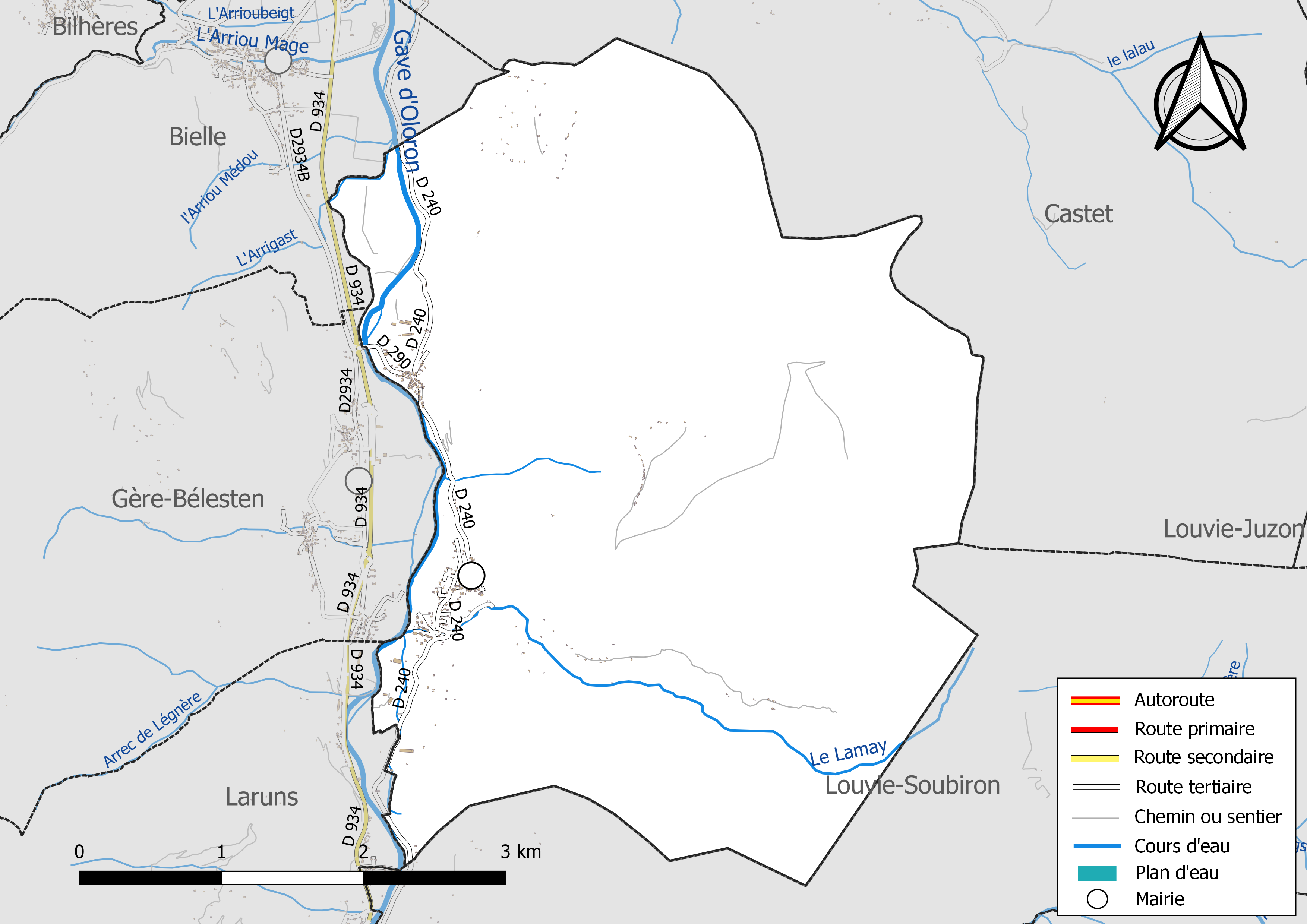
Réseaux hydrographique et routier d'Aste-Béon.

La commune est drainée par le gave d'Oloron, le Lamay, un bras du gave d'Ossau, un bras du gave d'Ossau, L'Arrigast, et par divers petits cours d'eau, constituant un réseau hydrographique de 11 km de longueur totale,.
Le gave d'Oloron, d'une longueur totale de 148,8 km, prend sa source dans la commune de Laruns et s'écoule vers le nord-ouest. Il traverse la commune et se jette dans le gave de Pau à Sorde-l'Abbaye, après avoir traversé 64 communes.

### Climat
Pour des articles plus généraux, voir Climat de la Nouvelle-Aquitaine et Climat des Pyrénées-Atlantiques.
Historiquement, la commune est exposée à un climat de montagne.  
En 2020, Météo-France publie une typologie des climats de la France métropolitaine dans laquelle la commune est toujours exposée à un climat de montagne et est dans la région climatique Pyrénées atlantiques, caractérisée par une pluviométrie élevée (>1 200 mm/an) en toutes saisons, des hivers très doux (7,5 °C en plaine) et des vents faibles.
Pour la période 1971-2000, la température annuelle moyenne est de 10,8 °C, avec une amplitude thermique annuelle de 14,6 °C. Le cumul annuel moyen de précipitations est de 1 218 mm, avec 12,1 jours de précipitations en janvier et 9,2 jours en juillet. Pour la période 1991-2020, la température moyenne annuelle observée sur la station météorologique la plus proche, située sur la commune d'Arbéost à 11 km à vol d'oiseau, est de 10,2 °C et le cumul annuel moyen de précipitations est de 1 411,1 mm,. Pour l'avenir, les paramètres climatiques de la commune estimés pour 2050 selon différents scénarios d’émission de gaz à effet de serre sont consultables sur un site dédié publié par Météo-France en novembre 2022.

### Milieux naturels
La réserve naturelle de nidification des vautours fauves, créée par arrêté ministériel du 11 décembre 1974, se situe sur le territoire des communes d'Aste-Béon, Bielle, Bilhères et Castet. Le musée qui lui est associé, dénommé la Falaise aux Vautours, se trouve à l'entrée du village d'Aste-Béon.
Le Pène de Béon culmine à 1 251 mètres.
La commune est traversée du nord au sud par le GR de Pays du tour de la vallée d'Ossau,.

## Urbanisme

### Typologie
Au 1er janvier 2024, Aste-Béon est catégorisée commune rurale à habitat dispersé, selon la nouvelle grille communale de densité à sept niveaux définie par l'Insee en 2022.
Elle est située hors unité urbaine et hors attraction des villes,.

### Occupation des sols

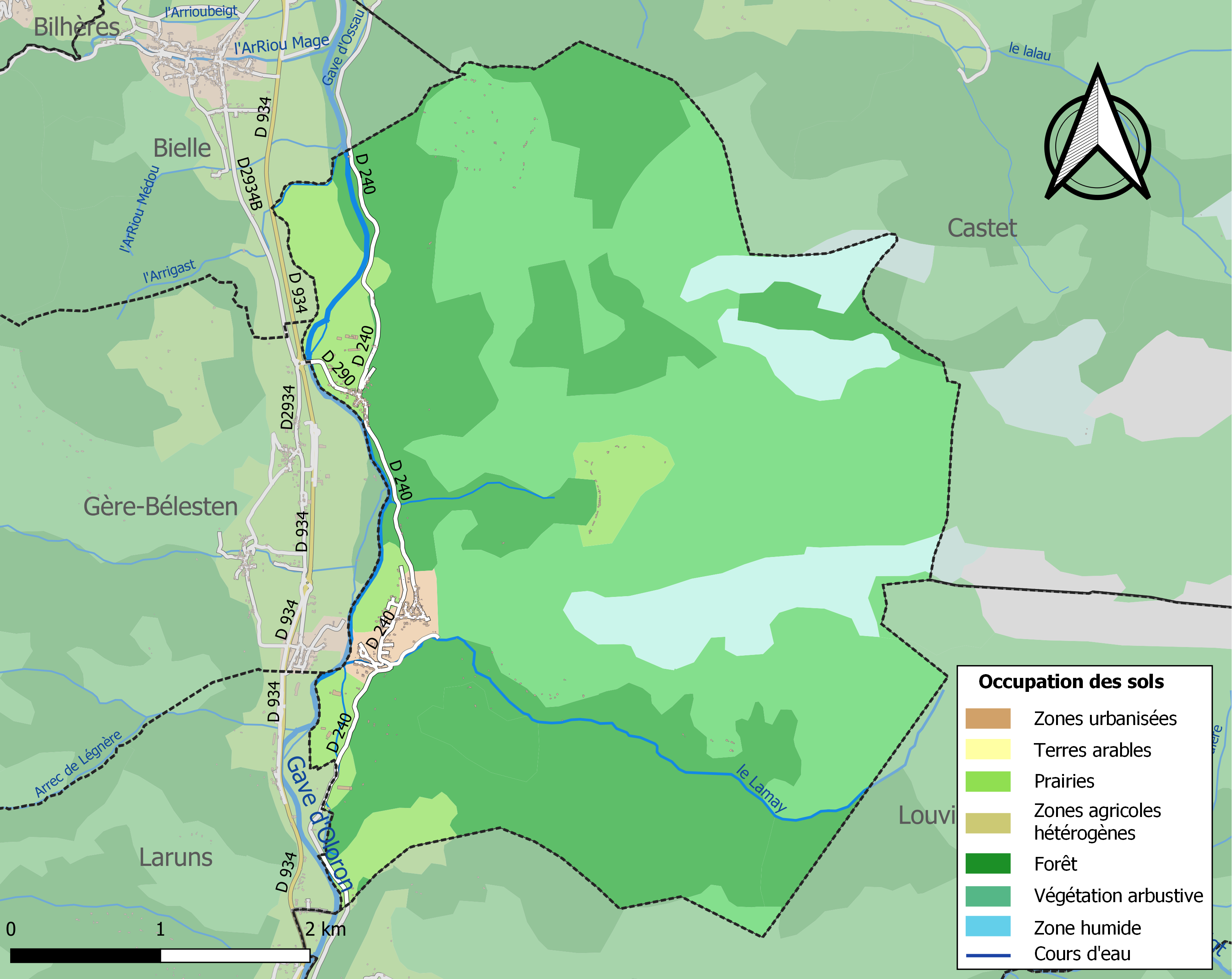
Carte des infrastructures et de l'occupation des sols de la commune en 2018 (CLC).

L'occupation des sols de la commune, telle qu'elle ressort de la base de données européenne d’occupation biophysique des sols Corine Land Cover (CLC), est marquée par l'importance des forêts et milieux semi-naturels (90,9 % en 2018), en diminution par rapport à 1990 (93,9 %). La répartition détaillée en 2018 est la suivante : 
milieux à végétation arbustive et/ou herbacée (44,2 %), forêts (37,8 %), espaces ouverts, sans ou avec peu de végétation (8,9 %), prairies (7,8 %), zones urbanisées (1,3 %). L'évolution de l’occupation des sols de la commune et de ses infrastructures peut être observée sur les différentes représentations cartographiques du territoire : la carte de Cassini (XVIIIe siècle), la carte d'état-major (1820-1866) et les cartes ou photos aériennes de l'IGN pour la période actuelle (1950 à aujourd'hui).

### Lieux-dits et hameaux
- Grange l'Art[6]
- Aste[6]
- Béon[6]
- Boala d'Aste[6]
- Grange Borie[6]
- Chiperne[6]
- La Coumète[6]
- Le Coutchet[6]
- Dès (granges du)[6]
- Le Génébra[6]
- Grange Lavigne[6]
- Lourziou[6]
- Grange Loustalet[6]
- Grange d'Ourdou[6]
- Peyraube (bois de)[6]
- Le Port d'Aste[6]
- Le Port de Béon[6],[23]
- Pourteig[6]
- Grange Salle[6]
- Le Sarrat[6]
- Serres[6]
- Sers[6]

### Voies de communication et transports
La commune est desservie par la route départementale D 240.

### Risques majeurs
Le territoire de la commune d'Aste-Béon est vulnérable à différents aléas naturels : météorologiques (tempête, orage, neige, grand froid, canicule ou sécheresse), inondations, feux de forêts, mouvements de terrains, avalanche  et séisme (sismicité moyenne). Il est également exposé à un risque technologique, la rupture d'un barrage, et à un risque particulier : le risque de radon. Un site publié par le BRGM permet d'évaluer simplement et rapidement les risques d'un bien localisé soit par son adresse soit par le numéro de sa parcelle.

#### Risques naturels
Certaines parties du territoire communal sont susceptibles d’être affectées par le risque d’inondation par une crue torrentielle ou à montée rapide de cours d'eau, notamment le gave d'Oloron. La commune a été reconnue en état de catastrophe naturelle au titre des dommages causés par les inondations et coulées de boue survenues en 1982, 2009, 2013, 2018, 2019 et 2021,.
Aste-Béon est exposée au risque de feu de forêt. En 2020, le premier plan de protection des forêts contre les incendies (PDPFCI) a été adopté pour la période 2020-2030. La réglementation des usages du feu à l’air libre et les obligations légales de débroussaillement dans le département des Pyrénées-Atlantiques font l'objet d'une consultation de public ouverte du 16 septembre au 7 octobre 2022,.
Les mouvements de terrains susceptibles de se produire sur la commune sont des mouvements de sols liés à la présence d'argile et des affaissements et effondrements liés aux cavités souterraines (hors mines). Afin de mieux appréhender le risque d’affaissement de terrain, un inventaire national permet de localiser les éventuelles cavités souterraines sur la commune.

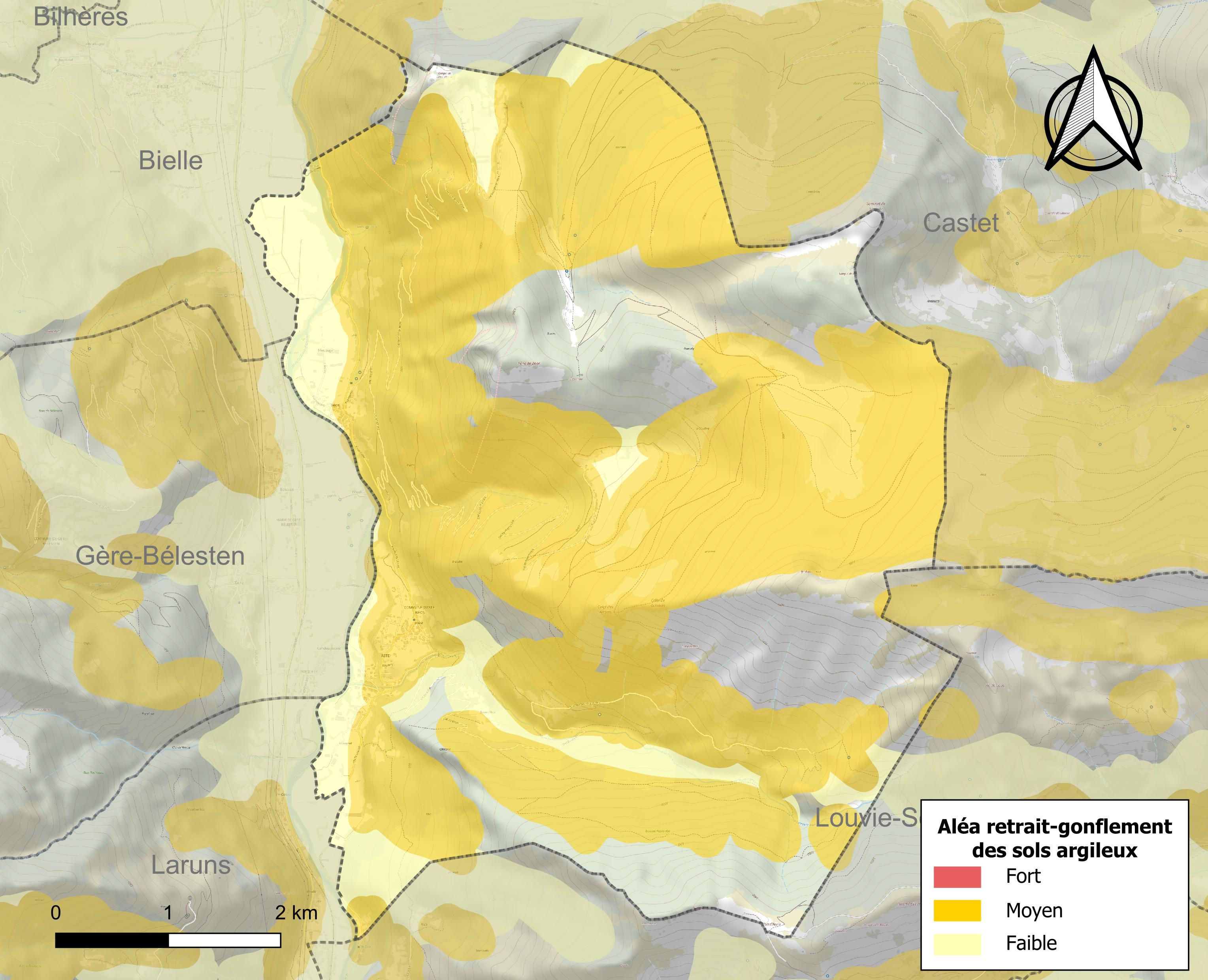
Carte des zones d'aléa retrait-gonflement des sols argileux d'Aste-Béon.

Le retrait-gonflement des sols argileux est susceptible d'engendrer des dommages importants aux bâtiments en cas d’alternance de périodes de sécheresse et de pluie. 66,7 % de la superficie communale est en aléa moyen ou fort (59 % au niveau départemental et 48,5 % au niveau national). Depuis le 1er octobre 2020, en application de la loi ELAN, différentes contraintes s'imposent aux vendeurs, maîtres d'ouvrages ou constructeurs de biens situés dans une zone classée en aléa moyen ou fort,.
La commune est exposée aux risques d'avalanche. Les habitants exposés à ce risque doivent se renseigner, en mairie, de l’existence d’un plan de prévention des risques avalanches (PPRA). Le cas échéant, identifier les mesures applicables à l'habitation, identifier, au sein de l'habitation, la pièce avec la façade la moins exposée à l’aléa pouvant faire office, au besoin, de zone de confinement et équiper cette pièce avec un kit de situation d’urgence,.

#### Risque technologique
La commune est en outre située en aval de barrages de classe A. À ce titre elle est susceptible d’être touchée par l’onde de submersion consécutive à la rupture de cet ouvrage.

#### Risque particulier
Dans plusieurs parties du territoire national, le radon, accumulé dans certains logements ou autres locaux, peut constituer une source significative d’exposition de la population aux rayonnements ionisants. Selon la classification de 2018, la commune d'Aste-Béon est classée en zone 2, à savoir zone à potentiel radon faible mais sur lesquelles des facteurs géologiques particuliers peuvent faciliter le transfert du radon vers les bâtiments.

## Toponymie
Le toponyme Aste est mentionné en 1385 (censier de Béarn) et apparaît sous la forme Asta (1487, notaires d'Ossau). Son origine est basque, de aitz/as, « pointe rocheuse ».
Le toponyme Béon apparaît sous les formes 
Beoo (1328, traité d’Ossau-Val de Tena, 1374, contrats de Luntz et 1385, censier de Béarn), 
Beo de la Bag d'Ossau (1427, contrats de Carresse), 
Sent Felix de Béon (1654, insinuations du diocèse d'Oloron) et 
Béon sur la carte de Cassini (fin XVIIIe siècle. Il vient peut-être d'une racine oronymique pré-indo-européenne *ben.
Son nom béarnais est Aste-Bion ou Aste-Bioû.
Le Port de Béon désigne un hameau, déjà mentionné en 1756 par le dénombrement d'Aste sous la graphie le parsan du Port.

## Histoire
En 1385, Aste comptait 18 feux et dépendait du bailliage d'Ossau.
À cette même date, Béon comptait également 18 feux et relevait du même bailliage. Le fief de Béon dépendait de la vicomté de Béarn.

### Les forges de Béon
Durant la deuxième moitié du XVIIIe siècle, Jean-Joseph d'Augerot, greffier en chef du Parlement de Navarre, envisage d'exploiter le gisement de fer (magnétite) situé sur les hauteurs d'Aste. Il en envoie un échantillon en Espagne pour tester les qualités du minerai, l'essai s'avère fructueux. Il demande et obtient une concession d'exploitation de la mine d'Aste ainsi que le droit de bâtir une forge (arrêt du conseil du 6 décembre 1768). Sa construction se déroule de 1769 à 1770, il s'agit d'une forge de type catalan, elle se situe sur la route de Castet, en aval de Béon, son emplacement est visible sur le cadastre napoléonien. Un canal alimentant la forge depuis les eaux du gave est construit en 1775. Le travail de la forge est assuré par des ouvriers venus d'Espagne, la production est de 900 quintaux (selon Hubert Bourgin) voire de 2 200 quintaux (selon le Bulletin de la Société académique des Hautes-Pyrénées) mais le minerai d'Aste est malheureusement inadapté, la qualité du fer produit est cassant et la mine est abandonnée au profit de mines plus lointaines (mines de Pons à  Laruns, de Rebenacq, de Castet, de Louvie-Juzon...). La forge consommait une importante quantité de bois, ce qui décima une grande partie des forêts voisines. La forge ne produisit jamais de bons produits, elle est rachetée à la fin du XVIIIe siècle par le marquis d'Angosse qui la ferme définitivement. En 1894, la forge en ruine est encore visible.

### Emigration
En 1894, Fernand Butel rédigea une intéressante étude sociologique sur la commune d'Aste-Béon, il indiquait que, de 1853 à 1894, 80 personnes (un sixième de la population) avaient quitté la commune pour émigrer vers l'Argentine. Ce phénomène s'expliquait, selon lui, par le mode de transmission des propriétés agricoles en vallée d'Ossau : l'ainé de la famille prenait seul la succession de son père sur l'exploitation familiale, les cadets (fille ou garçon) étant dédommagés par une compensation financière. Auparavant, les cadets allaient louer leur service en Espagne ou au Portugal, mais à partir de 1850, des agences spécialisées font miroiter les gains potentiels d'une émigration vers l'Amérique, les Pyrénées Atlantiques (alors Basses Pyrénées) perdirent alors 64 000 habitants.
Arrivés en Argentine, la plupart des immigrants venus d'Aste-Béon travaillent au sein d'élevages de moutons dont ils sont propriétaires ou salariés. Ils envoient fréquemment de l'argent à leur famille restée au village, pour rembourser le prix du voyage qu'on leur a avancé, pour contribuer à la dot d'une fille lors d'un mariage ou pour participer à la reconstruction de l'église du village (église Saint-Jean d'Aste).

## Politique et administration

### Liste des maires
| Période | Période  | Identité               | Étiquette | Qualité |
| ------- | -------- | ---------------------- | --------- | ------- |
| 1995    | 2001     | Jean Vertut            |           |         |
| 2001    | 2014     | Augustin Médevielle    | UMP       |         |
| 2014    | En cours | Jean-Michel Barrabourg |           |         |

### Intercommunalité
La commune fait partie de trois structures intercommunales :
- la communauté de communes de la Vallée d'Ossau ;
- le SIVU pour la construction de la maison de retraite du Haut-Ossau ;
- le syndicat mixte du Haut-Béarn.

La commune fait partie du Pays d'Oloron et du Haut-Béarn.

## Population et société

### Démographie
Le nom des habitants est Astois et Béonnais.
L'évolution du nombre d'habitants est connue à travers les recensements de la population effectués dans la commune depuis 1793. Pour les communes de moins de 10 000 habitants, une enquête de recensement portant sur toute la population est réalisée tous les cinq ans, les populations de référence des années intermédiaires étant quant à elles estimées par interpolation ou extrapolation. Pour la commune, le premier recensement exhaustif entrant dans le cadre du nouveau dispositif a été réalisé en 2004.

En 2022, la commune comptait 225 habitants, en évolution de −5,86 % par rapport à 2016 (Pyrénées-Atlantiques : +3,78 %, France hors Mayotte : +2,11 %).
| 1793 | 1800 | 1806 | 1821 | 1831 | 1836 | 1841 | 1846 | 1851 |
| ---- | ---- | ---- | ---- | ---- | ---- | ---- | ---- | ---- |
| 473  | 244  | 483  | 323  | 520  | 610  | 564  | 597  | 605  |

| 1856 | 1861 | 1866 | 1872 | 1876 | 1881 | 1886 | 1891 | 1896 |
| ---- | ---- | ---- | ---- | ---- | ---- | ---- | ---- | ---- |
| 604  | 588  | 606  | 465  | 475  | 471  | 482  | 443  | 414  |

| 1901 | 1906 | 1911 | 1921 | 1926 | 1931 | 1936 | 1946 | 1954 |
| ---- | ---- | ---- | ---- | ---- | ---- | ---- | ---- | ---- |
| 400  | 410  | 371  | 356  | 331  | 344  | 324  | 271  | 275  |

| 1962 | 1968 | 1975 | 1982 | 1990 | 1999 | 2004 | 2006 | 2009 |
| ---- | ---- | ---- | ---- | ---- | ---- | ---- | ---- | ---- |
| 267  | 235  | 196  | 211  | 159  | 231  | 246  | 252  | 282  |

| 2014 | 2019 | 2022 | - | - | - | - | - | - |
| ---- | ---- | ---- | - | - | - | - | - | - |
| 244  | 231  | 225  | - | - | - | - | - | - |

## Économie
L'économie de la commune est historiquement orientée vers l'agriculture et l'élevage. La commune fait partie de la zone d'appellation de l'ossau-iraty. Le musée attire les visiteurs et le tourisme vert se développe.

## Culture locale et patrimoine

### Lieux et monuments

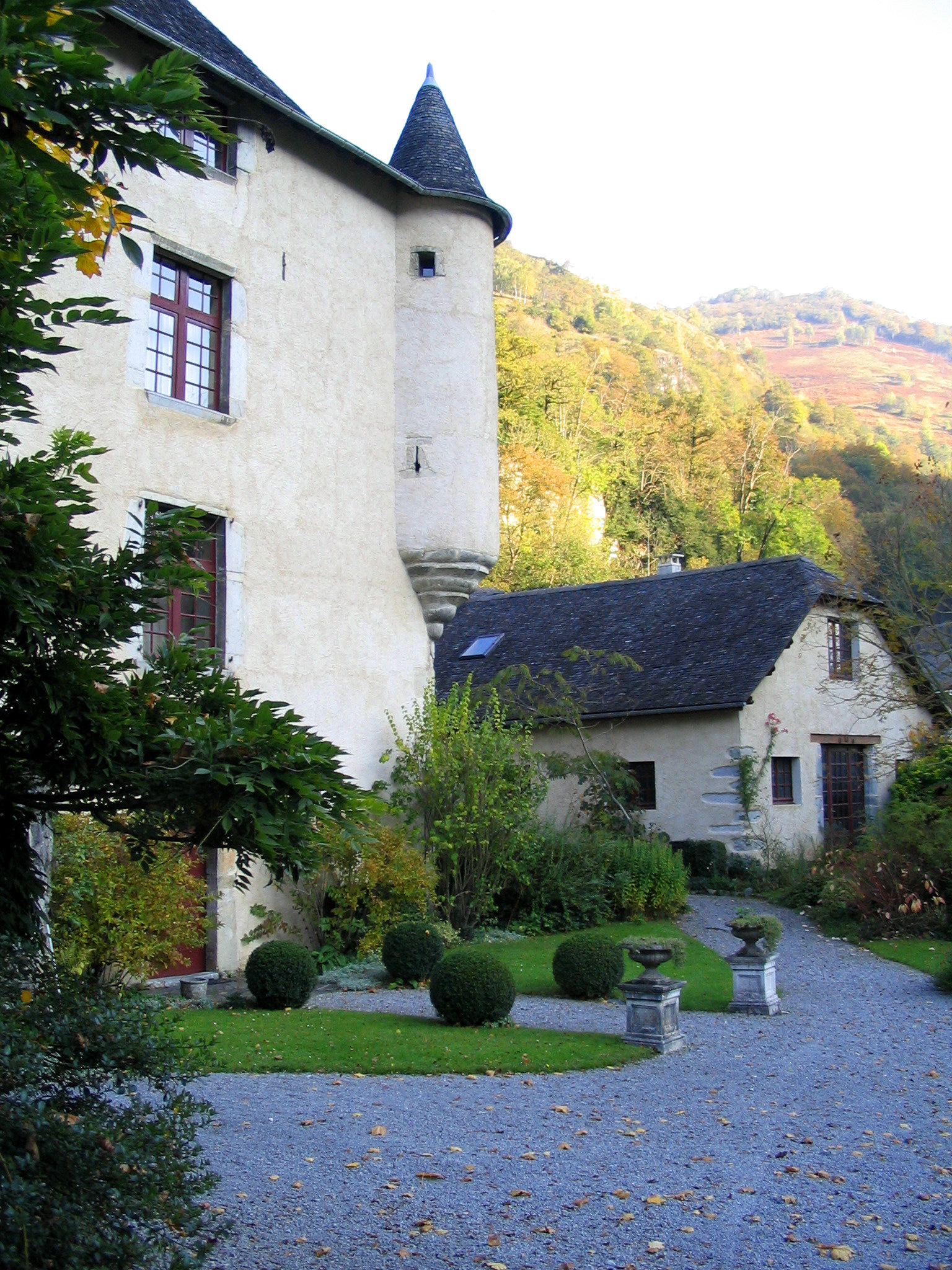
Façade sud du château de Béon.
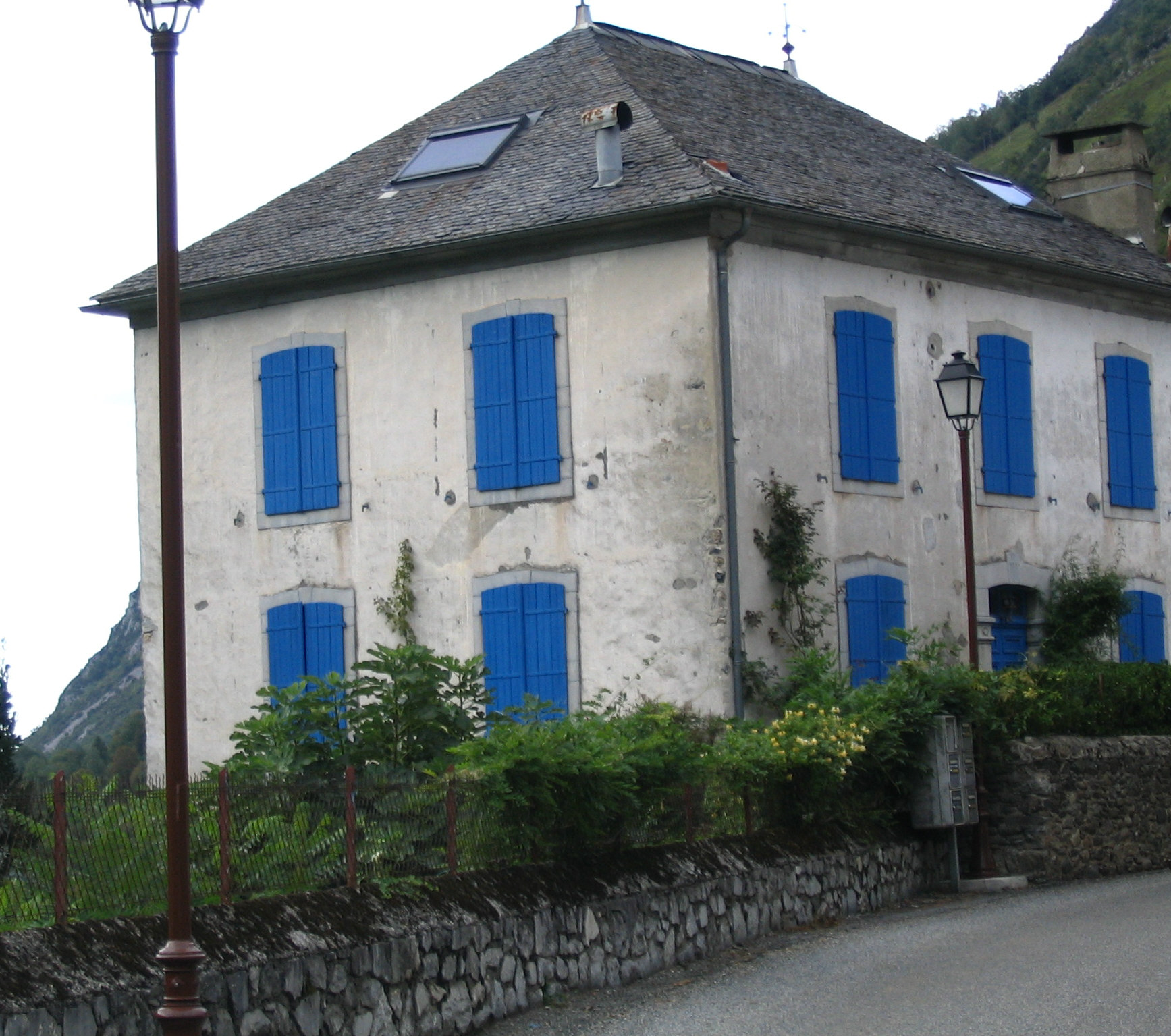
Maison dans le village d'Aste.
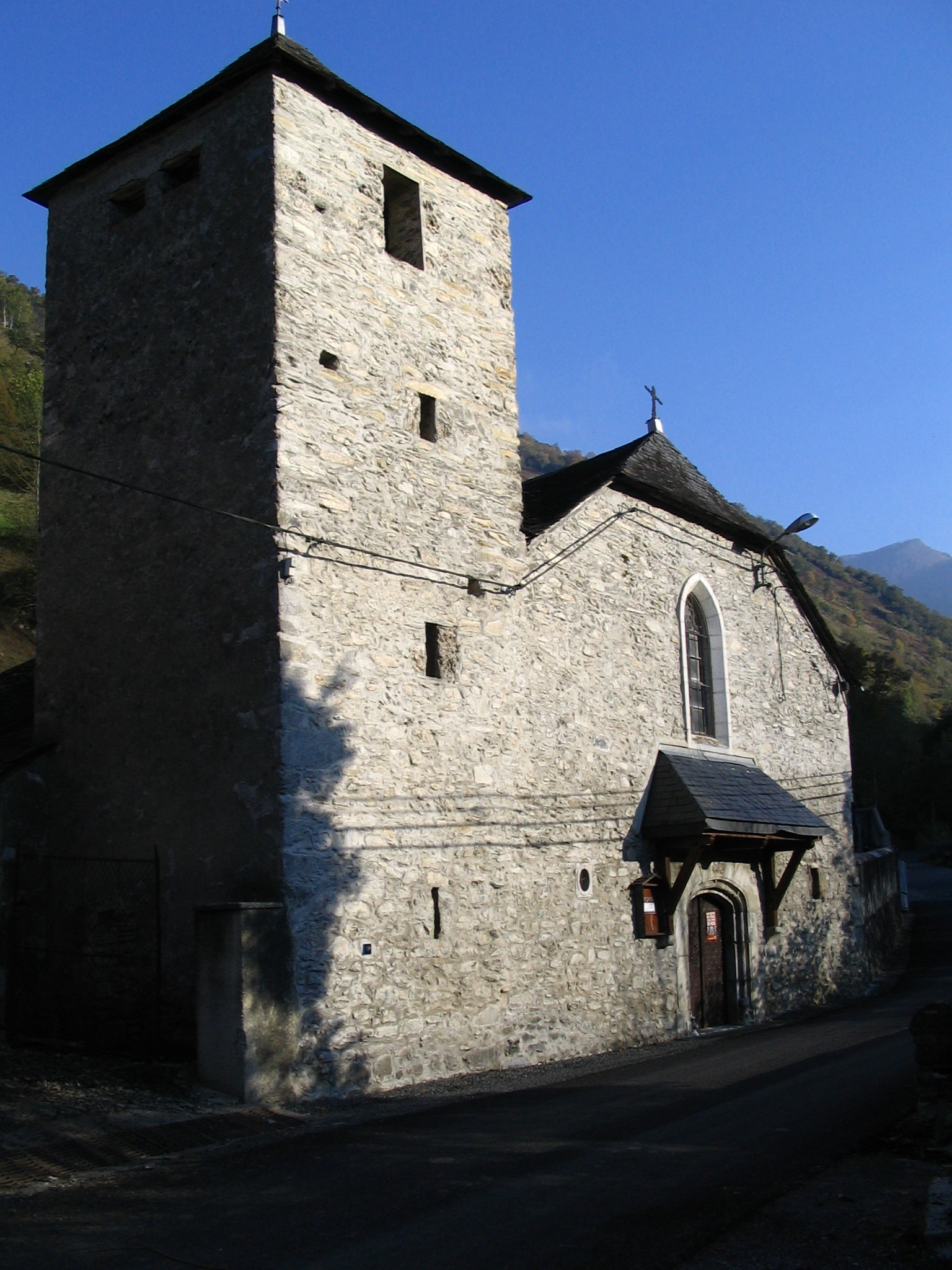
L'église Saints-Félix-et-Audacte de Béon
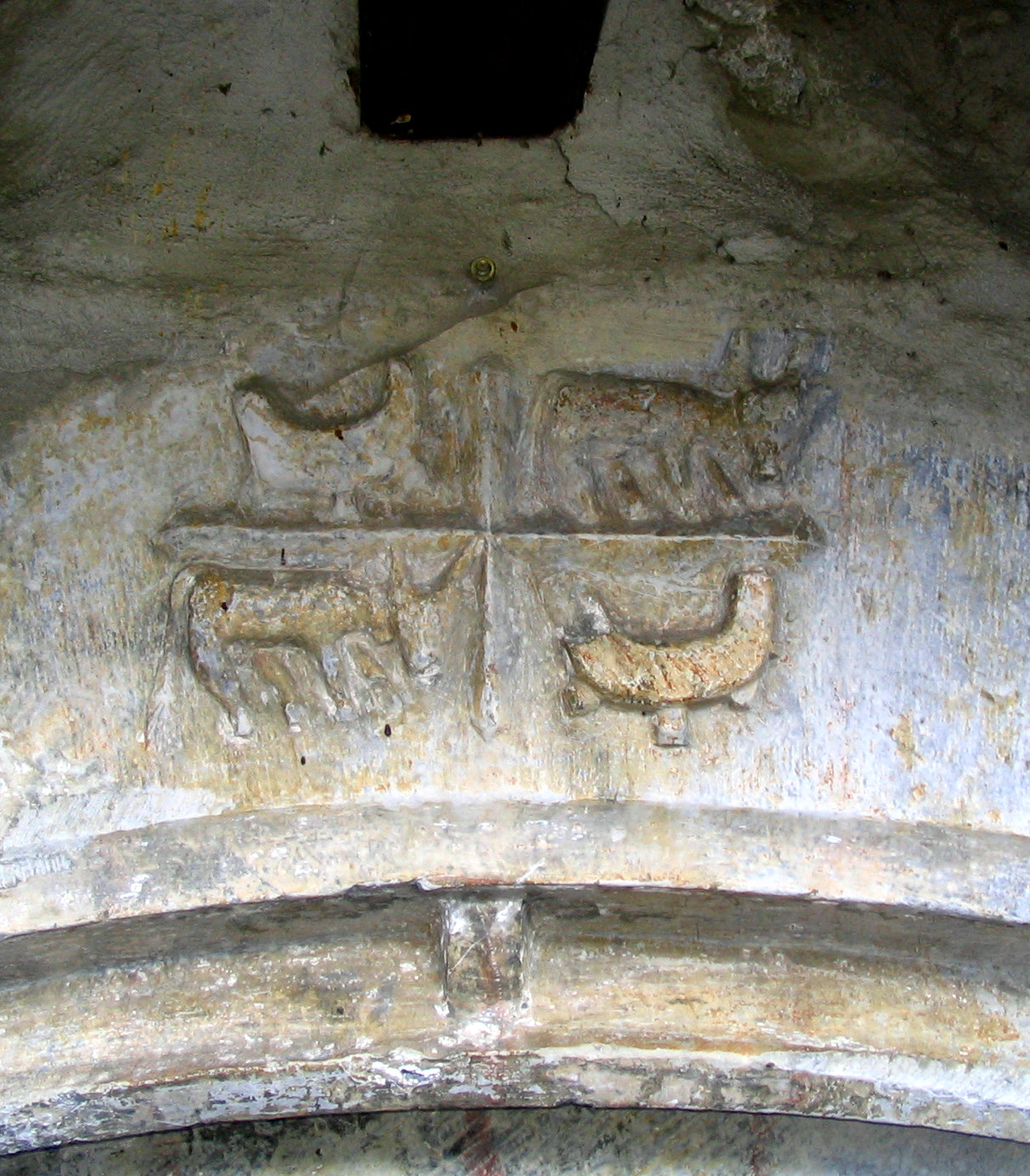
Église de Béon : claveau sculpté primitif représentant les quatre évangélistes.

#### Patrimoine civil
Le château de Béon remonte au XIVe siècle. Il fut remanié au XVIIe siècle avant d'être laissé à l'abandon jusqu'aux années 1980. Durant toute son histoire, il demeura la possession de la maison de Béon, jusqu'à sa lente extinction au XIXe siècle. Inscrit au monuments historiques depuis mars 2005, il est aujourd'hui complètement restauré.

#### Patrimoine religieux
L'église Saint-Jean-Baptiste d'Aste, à Aste, tient ses origines de la fin du XIXe siècle et est référencée à l'Inventaire général du patrimoine culturel. Elle recèle un calice, classé à titre d'objet.
L'église Saints-Félix-et-Audacte de Béon date, quant à elle, des XIIe et XIVe siècles.

## Pour approfondir